# Język bada
Język bada (lub bada’, badak), także: tobada, ti’ara – język austronezyjski używany na wyspie Celebes (Sulawesi) w Indonezji. Według danych z 1989 roku posługuje się nim blisko 7 tys. osób.
Jego użytkownicy zamieszkują fragment prowincji Celebes Środkowy oraz obszary przygraniczne w prowincji Celebes Południowy. W społeczności powszechna jest dwujęzyczność, znany jest także język indonezyjski. Niemniej według doniesień z 2011 r. bada pozostaje w intensywnym użyciu, czemu sprzyja m.in. odizolowany charakter terenów zamieszkanych przez znaczną część ludności Bada.
Tworzy kontinuum wraz z blisko spokrewnionymi językami (bądź dialektami) behoa (besoa) i napu. Czasem wyróżnia się język „bada besoa”, co uchodzi za nieścisłe; języki te są bowiem socjolingwistycznie odrębne.
Jest zapisywany alfabetem łacińskim.